# HD 10180 c
HD 10180 c es un exoplaneta en órbita a HD 10180, una enana amarilla muy similar a Sol, situado a unos 128 años luz del Sistema Solar, en la constelación de Hydrus. Se detectó en el verano de 2010, alrededor de la estrella mediante el método de velocidad radial. La posibilidad de detección falsa para este planeta está por debajo del 0,1%.

## Características del planeta
Con un mínimo de masa comparable a la de Neptuno, es de la clase de planetas conocidos como Neptuno caliente. Simulaciones dinámicas sugieren que si el gradiente de masa era más que un factor de dos, el sistema no sería estable. 
Mientras el planeta no se encuentra en ninguna resonancia orbital, los planetas con órbitas adyacentes (b y d), se encuentran en órbitas cercanas a la resonancia con c.
El método de velocidad radial no determina el ángulo de órbita del planeta con respecto al plano del cielo o de la línea de visión, de modo que no puede ser determinado. En el caso de HD 10180 c, la masa mínima es de aproximadamente 13 veces la de la Tierra, es decir, casi la de Urano.